# Ctenotus striaticeps
Ctenotus striaticeps (смугастоголовий тонкорилий гребневухий сцинк) — вид сцинкоподібних ящірок родини сцинкових (Scincidae). Ендемік Австралії.

## Поширення й екологія
Смугастоголові тонкорилі гребневухі сцинки мешкають на північному сході Північної Території та на північному заході Квінсленду, на південь від затоки Карпентарія, а також на острові Ґрут-Айленд. Вони живуть у саванах, на порослих спініфексом пагорбах, на кам'янистих рівнинах та серед скельних виступів.